# Плюциці
Плюциці (пол. Plucice) — село в Польщі, у гміні Ґошковиці Пйотрковського повіту Лодзинського воєводства.
Населення — 435 осіб (2011).
У 1975-1998 роках село належало до Пйотрковського воєводства.

## Демографія
Демографічна структура станом на 31 березня 2011 року:
|          | Загалом | Допрацездатний вік | Працездатний вік | Постпрацездатний вік |
| -------- | ------- | ------------------ | ---------------- | -------------------- |
| Чоловіки | 221     | 46                 | 148              | 27                   |
| Жінки    | 214     | 34                 | 125              | 55                   |
| Разом    | 435     | 80                 | 273              | 82                   |